# Scotinoecus
Scotinoecus is een geslacht van spinnen uit de  familie van de Hexathelidae.

## Soorten
- Scotinoecus cinereopilosus (Simon, 1889)
- Scotinoecus fasciatus Tullgren, 1901